# Дригін Анатолій Семенович
Анатолій Семенович Дригін (нар. 14 березня 1914, місто Балашов, тепер Саратовської області, Російська Федерація — 19 листопада 1990, місто Москва) — радянський державний діяч, 1-й секретар Вологодського обласного комітету КПРС. Кандидат у члени ЦК КПРС у 1961—1971 роках. Член ЦК КПРС у 1971—1986 роках. Депутат Верховної Ради СРСР 6—11-го скликань. Герой Соціалістичної Праці (13.03.1984).

## Життєпис
Народився в багатодітній селянинській родині. Батько працював шляховим обхідником.
Закінчив середню школу. У 1929 році вступив до комсомолу.
У 1935 році закінчив Мічурінський інститут плодово-ягідних культур, агроном.
У 1935—1936 роках — молодший науковий співробітник, у 1936—1941 роках — старший науковий співробітник — завідувач відділу селекції і сортовивчення дослідної плодово-ягідної станції Башкирського науково-дослідного інституту соціалістичної реконструкції сільського господарства.
Член ВКП(б) з 1940 року.
У 1941—1946 роках служив у Червоній армії, учасник німецько-радянської війни. У 1941 році був політичним керівником роти стрілецького полку, потім — стрілецького батальйону. З 1942 року командував стрілецьким батальйоном. З 1943 по 1945 рік майор Анатолій Дригін (не маючи ніякої військової освіти крім короткострокових довоєнних зборів) командував 70-м гвардійським стрілецьким полком 24-ї Євпаторійської гвардійської стрілецької дивізії. Воював на Західному, Волховському, Сталінградському, Донському, Південному, 2-м Прибалтійському і 3-му Білоруському фронтах. Був тричі поранений.
У 1946—1950 роках — директор експериментальної бази «Красный пахарь» Всесоюзного науково-дослідного інституту рослинництва в Павловському районі Ленінградської області. У 1950 році — директор плодорозплідницького радгоспу «Стреблово» Лузького району Ленінградської області.
У 1950—1953 роках — голова виконавчого комітету Лузької районної ради депутатів трудящих Ленінградської області.
У 1953—1956 роках — 1-й секретар Лузького районного комітету КПРС Ленінградської області.
У 1956—1957 роках — завідувач сільськогосподарського відділу Ленінградського обласного комітету КПРС.
У 1957—1960 роках — 1-й заступник голови виконавчого комітету Ленінградської обласної ради депутатів трудящих.
У 1960 — вересні 1961 року — секретар Ленінградського обласного комітету КПРС.
27 вересня 1961 — 20 липня 1985 року — 1-й секретар Вологодського обласного комітету КПРС.
Указом Президії Верховної Ради СРСР від 13 березня 1984 року за багаторічну і плідну роботу в партійних і радянських органах, великі заслуги в мобілізації комуністів, всіх трудящих на прискорений розвиток економіки і культури області та в зв'язку з 70-річчям Дригіну Анатолію Семеновичу присвоєно звання Героя Соціалістичної праці з врученням ордена Леніна і золотої медалі «Серп і Молот».
З липня 1985 року — персональний пенсіонер союзного значення в Москві.
Помер 19 листопада 1990 року. Похований в Москві на Троєкуровському цвинтарі.

## Звання
- майор
- підполковник (1945)

## Нагороди
- Герой Соціалістичної Праці (13.03.1984)
- три ордени Леніна (22.06.1957, 27.08.1971, 13.03.1984)
- орден Жовтневої Революції (11.12.1973)
- два ордени Червоного Прапора (22.04.1944, 31.08.1944)
- орден Трудового Червоного Прапора (19.03.1964)
- орден Суворова ІІІ ст. (20.04.1945)
- орден Вітчизняної війни І ст. (11.03.1985)
- орден Червоної Зірки (7.02.1943)
- медалі
- Почесна медаль Радянського комітету захисту миру «Борцеві за мир»
- Почесний громадянин міста Вологди (1985)